# 蕭護思
蕭護思（?—?），字延寧。辽国政治人物。
萧护思为北院吏，官至御史中丞，总管遊牧民諸部部籍。应历初年，为左客省使。转任御史大夫。当时诸王多犯事下狱，辽穆宗以萧护思有才干，下诏穷治，因为称旨，应历十二年（962年）二月，为北院枢密使。还命他世代参预宰相之选，萧护思推辞：“臣的子孙贤能与否未可知，得为一客省使足矣。”辽穆宗听从。穆宗晚年酗酒滥杀无辜，萧护思身居要职，未曾匡谏一言，当時的人对他失望，享年五十七岁。

## 延伸阅读
[在维基数据编辑]
 《遼史·卷78》，出自脱脱《遼史》